# زیر آتش (فیلم ۱۹۸۳)
زیر آتش (به انگلیسی: Under Fire) یک فیلم سینمایی آمریکایی در سبک تریلر سیاسی به کارگردانی راجر اسپاتیس‌وود است که در سال ۱۹۸۳ منتشر شد.

## بازیگران
- نیک نولتی
- جوانا کسیدی
- اد هریس
- جین هکمن
- ژان لویی ترنتینیان
- ریچارد ماسور
- همیلتون کمپ
- مارتین لاسال
- جنی گاگو

## موضوع فیلم
سه روزنامه‌نگار در روزهای آخر رژیم فاسد آناستاسیو سوموسا در نیکاراگوئه قبل از آنکه تبدیل به انقلابی مردمی شود، درگیر مثلثی عاشقانه می‌شوند و…